# Gibeaumeix
Gibeaumeix ist eine französische Gemeinde mit 175 Einwohnern (Stand 1. Januar 2022) im Département Meurthe-et-Moselle in der Region Grand Est (bis 2015 Lothringen). Sie gehört zum Arrondissement Toul und zum Kanton Meine au Saintois.

## Geografie
Gibeaumeix liegt etwa 16 Kilometer südwestlich von Toul, wenige Kilometer westlich der Autoroute A31 an der Grenze zum Département Meuse. Die Nachbargemeinden von Gibeaumeix sind Rigny-Saint-Martin (im Département Meuse) im Nordwesten und Norden, Vannes-le-Châtel im Osten, Uruffe im Südosten und Süden, Sepvigny (im Département Meuse) im Südwesten sowie Chalaines (im Département Meuse) im Westen. Weite Teile der Gemeinde sind bewaldet. Der Aroffe durchquert die Gemeinde.

## Geschichte
Funde aus gallo-römischer Zeit belegen eine frühe Besiedlung durch Menschen. Der Name der heutigen Gemeinde wurde im frühen 8. Jahrhundert erstmals in der Form Gibodivilla in einem Dokument erwähnt. Am 7. Juli 1631 verheerte ein gewaltiges Gewitter den Ort. Im 17. Jahrhundert suchte der Dreißigjährige Krieg die Gemeinde heim. Im Mittelalter gehörte die Gemeinde zum Gebiet des Herzogtums Bar, das später an das Herzogtum Lothringen fiel, genauer zur (Bailliage) Commercy. Bis zur Französischen Revolution lag Gibeaumeix dann im Grand-gouvernement de Lorraine-et-Barrois. Von 1793 bis 1801 war die Gemeinde dem Distrikt Toul zugeteilt und Teil des Kantons Allamps. Von 1801 bis 2015 war die Gemeinde in den Kanton Colombey-les-Belles eingegliedert. Mit Ausnahme der Jahre 1926 bis 1943, als sie zum Arrondissement Nancy gehörte, ist Gibeaumeix seit 1801 dem Arrondissement Toul zugeordnet. Die Gemeinde lag bis 1871 im alten Département Meurthe.

## Bevölkerungsentwicklung
| Jahr                       | 1962 | 1968 | 1975 | 1982 | 1990 | 1999 | 2006 | 2019 |
| Einwohner                  | 154  | 157  | 155  | 143  | 116  | 136  | 146  | 171  |
| Quellen: Cassini und INSEE |      |      |      |      |      |      |      |      |

## Sehenswürdigkeiten
- Kirche Saint-Jean-Baptiste, älteste Teile aus dem 15. Jahrhundert, mehrheitlich aus dem 18. Jahrhundert
- Kapelle Notre-Dame-de-Pitié
- Denkmal für die Gefallenen[1]
- Gedenkplatte für die Gefallenen in der Kirche[2]
- zwei Wegkreuze; an der D4 westlich des Dorfs und nördlich des Dorfs

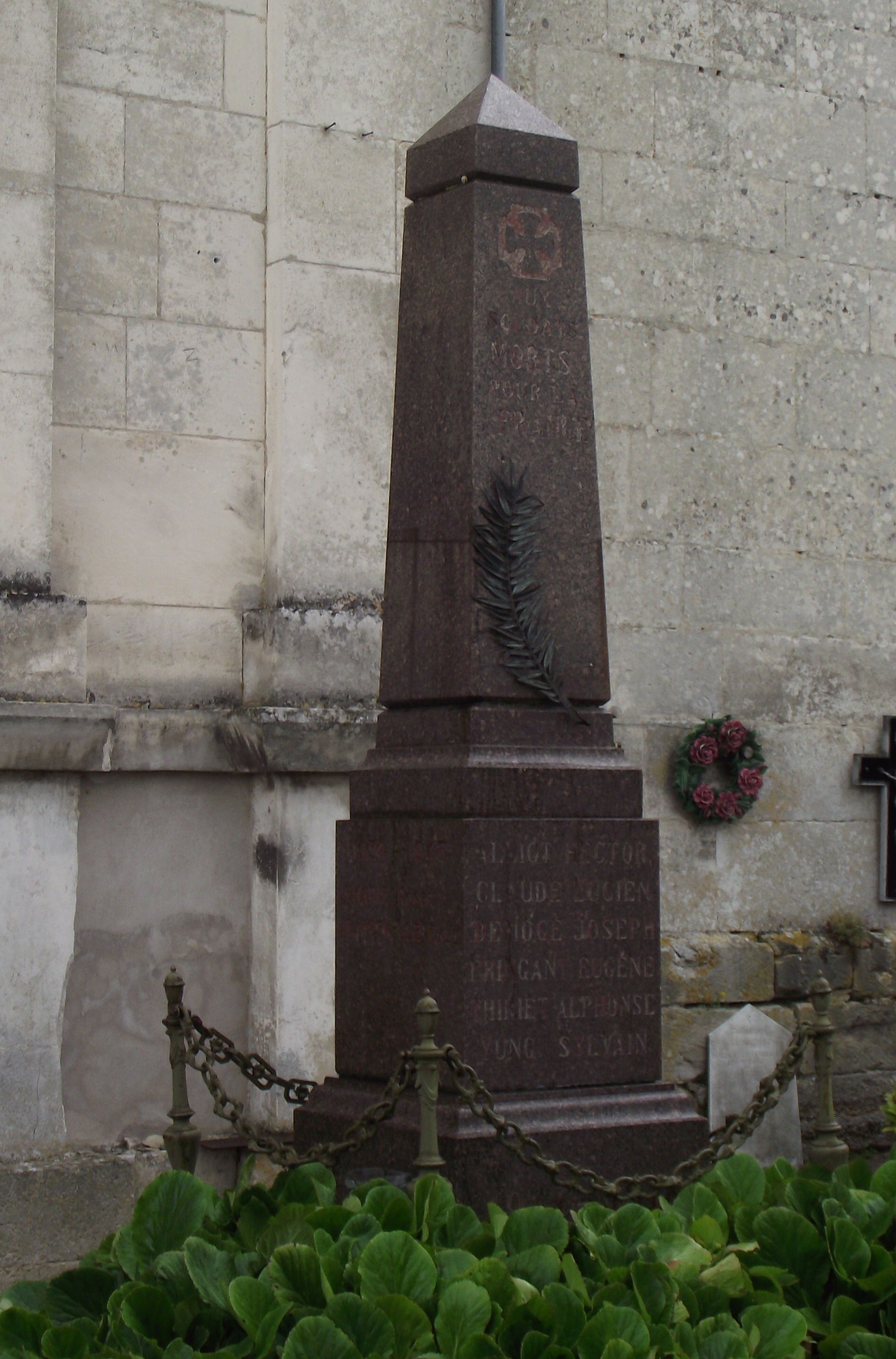
Denkmal für die Gefallenen
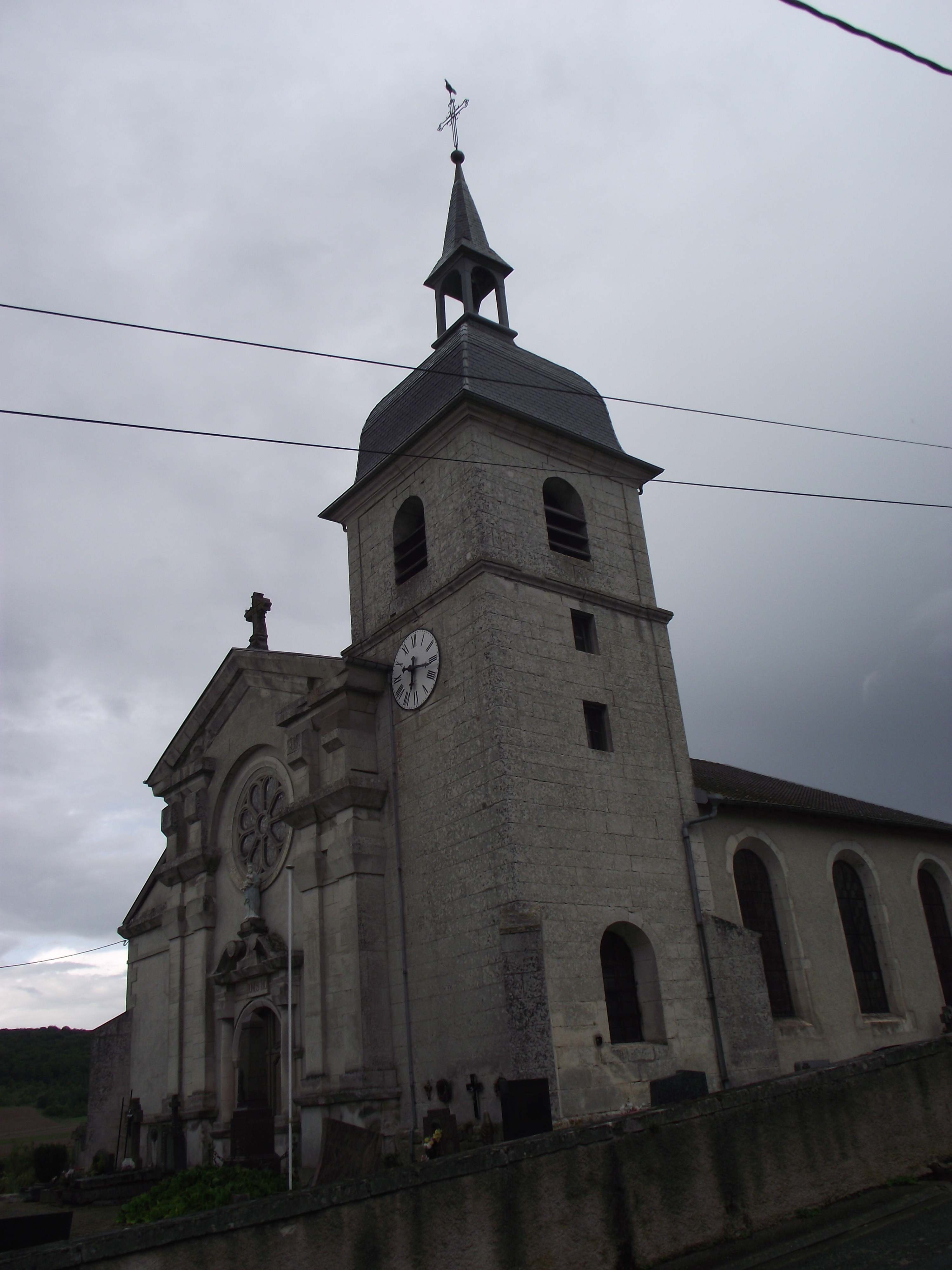
Dorfkirche Saint-Jean-Baptiste